# Acetilholinski receptor
Acetilholinski receptor (AChR) je integralni membranski protein koji odgovara na vezivanje neurotransmitera acetilholina. 

## Klasifikacija
Poput drugih transmembranskih receptora, acetilholinski receptori su klasifikovani na osnovu njihove farmakologije, ili na osnovu njihovog relativnog afiniteta i senzitivnosti ka različitim molekulima. Mada svi acetilholinski receptori, po definiciji, odgovaraju na acetilholin, oni isto tako odgovaraju na druge molekule.
- nikotinski acetilholinski receptori (takođe poznati kao "jonotropni" acetilholinski receptori) specifično odgovaraju na nikotin[1]
- muskarinski acetilholinski receptori (takođe poznati kao "metabotropni" acetilholinski receptori) specifično odgovaraju na muskarin.[2]

Nikotinski i muskarinski receptori su dve glavne klase „holinergičkih“ receptora.

## Receptorski tipovi
Molekularno biološka istraživanja su utvrdila da nikotinski i muskarinski receptori pripadaju distinktnim proteinskim superfamilijama.  

### 
receptori su ligand-kontrolisani jonski kanali, koji se poput drugih članova „cys-petlja“ superfamilije ligand-kontolisanih jonskih kanala sastoje od pet proteinskih podjedinica simetrično uređenih poput letvi bureta. Podjedinična kompozicija podjedinica je znatno varira od tkiva do tkivima. Svaka podjedinica sadrži četiri regiona koja prolaze kroz membranu is sastoje se od 20 aminokiselina. Region II je formira poru.
mAChR receptori nisu jonski kanali. Oni pripadaju superfamiliji G-protein-spregnutih receptora koji aktiviraju jonske kanale putem kaskade sekundarnih glasnika.

## Literatura
1. ↑  Millar NS, Harkness PC (2008). „Assembly and trafficking of nicotinic acetylcholine receptors (Review)”. Molecular Membrane Biology. 25 (4): 279—92. PMID 18446614. doi:10.1080/09687680802035675.
2. ↑  Eglen RM (2006). „Muscarinic receptor subtypes in neuronal and non-neuronal cholinergic function”. Auton Autacoid Pharmacol. 26 (3): 219—33. PMID 16879488. doi:10.1111/j.1474-8673.2006.00368.x.

## Spoljašnje veze
- Acetilholinski receptor
- Acetylcholine+Receptors на 